# Ksantypa i Poliksena
Ksantypa i Poliksena (zm. w I w.) – wymieniane w Apokryfach Nowego Testamentu iberyjskie uczennice Apostołów, rodzone siostry, święte Kościoła katolickiego.
Ich wspomnienie liturgiczne, za Martyrologium Rzymskim, obchodzone jest 23 września.